# بوتیمار کوچک نیوزیلندی
بوتیمار کوچک نیوزیلندی (نام علمی: Ixobrychus novaezelandiae) نام یک گونه منقرض‌شده از سرده غمخورک‌ها است.